# متافیزیک فمینیستی
متافیزیک فمینیستی (انگلیسی: Feminist metaphysics) بیان‌گر این است که پرسش‌ها و پاسخ‌ها در زمینه متافیزیک چگونه از تبعیض جنسیتی حمایت کرده‌است. متافیزیک فمینیستی با حوزه‌هایی مانند فلسفه ذهن و فلسفه خود هم‌پوشانی دارد. متافیزیک‌دانان فمینیستی مانند سالی هاسلنگر، آستا کریستیانا سوئیندوتیر، و جودیت باتلر به‌دنبال توضیح ماهیت جنسیت در جهت پیشبرد اهداف فمینیستی بوده‌اند. فیلسوفانی مانند رابین دمبروف و تالیا مای بچر به‌دنبال توضیح جنسیت افراد تراجنسیتی و کوئیر بوده‌اند.

## ساخت اجتماعی
سیمون دو بووار اولین نظریه‌پرداز فمینیستی بود که جنس را از جنسیت متمایز کرد، او در جمله معروف خود چنین می‌گوید: «آدم زن به دنیا نمی‌آید، بلکه زن می‌شود». دوبووار در «جنس دوم» استدلال می‌کند که اگرچه ویژگی‌های زیست‌شناختی مردان و زنان را متمایز می‌کند، اما این ویژگی‌ها نه باعث ایجاد و نه توجیه‌کننده شرایط اجتماعی‌ای است که به ضرر زنان تمام می‌شود. از زمان دوبووار، بسیاری از فمینیست‌ها استدلال کرده‌اند که مقوله‌های ساخته‌شده سلسله‌مراتب اجتماعی را مجدداً تقویت می‌کنند زیرا طبیعی به‌نظر می‌رسند. نظریه‌پردازان بعدی مانند جودیت باتلر تعهد دوبووار به وجود پیش‌اجتماعی جنسیت را به چالش کشیدند و استدلال کردند که جنسیت علاوه بر جنس، به صورت اجتماعی ساخته می‌شود. بنابراین، متافیزیک فمینیستی طبیعی بودن ظاهری جنس و جنسیت را به چالش کشیده‌است.
یکی دیگر از اهداف متافیزیک فمینیستی این بوده‌است که با توضیح آنچه زنان را به‌عنوان یک گروه متحد می‌کند، زمینه‌ای برای کنش‌گری فمینیستی فراهم کند. گزارش‌های فعالان فمینیست از لحاظ تاریخی بر روی زنان سیسجندر متمرکز بوده‌اند، اما گزارش‌های جدیدتر به‌دنبال این هستند که زنان تراجنسیتی را نیز شامل شوند. رابین دمبروف گزارشی متافیزیکی از جنسیت کوئیر ارائه کرده‌است.

## روان‌کاوی
در جنسیت یکی نیست (۱۹۷۷)، لوس ایریگاره به‌دنبال خلق یک روایت روان‌کاوانه است که ایده‌های لاکانی را در بر می‌گیرد و در عین حال عناصر فالوسنتریک که در آن فالوس یا اندام جنسی مردانه عنصر مرکزی در سازماندهی جهان اجتماعی است، را به چالش می‌کشد. ایریگاری معتقد است که زنان می‌توانند بدون نیاز به انطباق با آرمان‌های آلت‌پرستی، حس هویت و جنسیت را پرورش دهند، و بدن زن چندوجهی است و دائماً در حال تکامل است.

## عملکرد
نظریه عملکرد جنسیتی جودیت باتلر را می‌توان وسیله‌ای برای نشان دادن «راه‌هایی دانست که در آن مفاهیم واقعی‌شده و طبیعی‌شده از جنسیت می‌تواند شکل‌گرفته باشد و قابلیت شکل‌گیری متفاوت را درک کرد». تئوری اعمال مورد حمایت ادموند هوسرل، موریس مرلوپونتی و جورج هربرت مید، که به دنبال توضیح روشی دنیوی است که در آن «عامل‌های اجتماعی واقعیت اجتماعی را از طریق زبان، ژست و هر گونه نشانه اجتماعی نمادین می‌سازند».
بر اساس فرضیه باتلر، جنبه اجرایی جنسیت شاید در اجرای درگ آشکارتر باشد، که درک ابتدایی از دوتایی‌های جنسیتی را در تأکید بر عملکرد جنسیتی ارائه می‌دهد. باتلر می‌داند که درگ را نمی‌توان به عنوان نمونه‌ای از هویت ذهنی یا فردی در نظر گرفت، در جایی که «یکی وجود دارد که بر جنسیت مقدم است، کسی که به پستوی جنسیت می‌رود، با تأمل تصمیم می‌گیرد که امروز کدام جنسیت باشد».  در نتیجه، درگ نباید بیان صادقانه قصد اجراکننده آن تلقی شود. باتلر پیشنهاد می‌کند که آنچه انجام می‌شود «تنها از طریق ارجاع به آنچه از دال در محدوده خوانایی جسمانی منع شده است، قابل درک است».
به عقیده باتلر، عملکرد جنسیتی ویرانگر است زیرا «نوعی تأثیر است که در برابر محاسات مقاومت می‌کند»، به این معنا که دلالت چندگانه است، سوژه قادر به کنترل آن نیست، بنابراین درون‌واژگونی همیشه رخ می‌دهد و غیرقابل پیش‌بینی است.  روزالین دیپروز تفسیری تند فوکویی را به درک خود از گستره سیاسی عملکرد جنسیتی ارائه می‌دهد، زیرا هویت فرد «بر اساس تهاجم به خود توسط حرکات دیگران ساخته شده است، کسانی که با ارجاع به کسی، به دیگران اشاره می‌کنند. موجودات اجتماعی». دیپروز دلالت بر این دارد که اراده فرد، و عملکرد فردی، همیشه تابع گفتمان مسلط دیگری (یا دیگران) است، به‌طوری که پتانسیل تجاوزکارانه عملکرد را به نقش صرفاً یک گفتمان مسلط دیگر محدود می کند.

## انرژی زنانه
مری دالی، الهی‌دان فمینیست، در اثر برجسته‌اش زنان/اکولوژی (۱۹۷۸) وجود یک طبیعت زنانه را پیشنهاد کرد که باید در برابر «ناباروری مردانه» از آن دفاع کرد. او می‌نویسد: «از آن‌جایی که انرژی زنانه اساساً بیوفیلیک است، روح/بدن زن هدف اصلی در این جنگ تجاوزکارانه دائمی علیه زندگی است. زن/اکولوژی بازیابی انرژی زنانه دوستدار زندگی است.»
جنیس ریموند هنگام نوشتن امپراتوری ترنسکشوال (۱۹۷۹)، دالی را به‌عنوان مشاور در کنار خود داشت، او در این اثر می‌گوید: «درک این‌که چرا ترنسکشوال‌ها می‌خواهند لزبین-فمینیست شوند، سخت نیست. آن‌ها در واقع کشف کرده‌اند که در کجا انرژی قوی زنانه وجود دارد و می‌خواهند آن را تصاحب کنند.

## رئالیسم در مقابل نام‌گرایی
در زمینه متافیزیک فمینیستی، مسئله کلیات منجر به تقسیم بین رئالیست‌های جنسیتی و نام‌گرایان جنسیتی شد. الیزابت اسپلمن در دهه ۱۹۸۰ غلبه رئالیسم را در تئوری فمینیستی غربی تشخیص داد، که آن را به نادیده گرفتن تفاوت‌های بین زنان متهم کرد. نام‌گرایی از آن زمان به دیدگاه هژمونیک تبدیل شده است.